# Lao Động (báo)
Báo Lao động là cơ quan thông tin của Tổng Liên đoàn Lao động Việt Nam. Đây là một trong những tờ báo lâu đời nhất và có ảnh hưởng nhất trong hệ thống báo chí truyền thông của chính quyền Việt Nam hiện tại. Đương kim Tổng Biên tập báo Lao động là ông Nguyễn Ngọc Hiển.

## Lịch sử
Chỉ sau khi thành lập 1 tháng, ngày 14 tháng 7 năm 1929, Ban chấp hành Trung ương lâm thời của Đông Dương Cộng sản Đảng đã ra chỉ thị về việc thành lập một tổ chức công đoàn tại Bắc Kỳ. Ngày 28 tháng 7 năm 1929, Tổng Công hội Đỏ Bắc Kỳ được thành lập, ông Nguyễn Đức Cảnh, Ủy viên Trung ương lâm thời Đông Dương Cộng sản Đảng được cử làm Trưởng ban Trị sự.
Hai tuần sau, với sự giúp đỡ của một cơ sở Đảng, ngày 14 tháng 8 năm 1929, một tờ báo in bằng bản đất sét, trên giấy Đáp Cầu một mặt ráp một mặt nhẵn, khổ 22x30cm, lấy tên là báo Lao động đã ra đời trong căn phòng nhỏ 10m2 ở ngõ Thông Phong, phố Hàng Bột (Hà Nội). Nhân sự tờ báo ban đầu do ông Nguyễn Đức Cảnh làm Tổng biên tập, với 2 nhà báo là Trần Hồng Vận (Trần Học Hải) và một nữ đảng viên tên là Thu Vân. Đến cuối năm 1929, một đảng viên Đông Dương Cộng sản Đảng là Nguyễn Công Miều đã mang 60 tờ Lao động vào phân phát cho các cơ sở Công hội ở Sài Gòn - Chợ Lớn.
Ngày 3.12.1989, số 1 của Lao động Chủ nhật phát hành.
Đầu tháng 3 năm 1990, Báo ra loạt phóng sự điều tra về tín dụng ở nước hoa Thanh Hương của Nguyễn Văn Mười Hai.
Năm 1995, báo Lao động đã được mời tham dự triển lãm quốc tế tại Paris và Le Havre (1996). Tại triển lãm này, tờ Courrier International bình chọn báo Lao động là tờ báo nổi tiếng cùng 200 tờ báo khác trên thế giới.
Đến ngày 19.5.1999, báo Lao động online ra đời, là tờ báo điện tử đầu tiên ở Việt Nam.

## Tổng biên tập các thời kỳ
Trong suốt thời gian tồn tại của mình, đã có 13 đời Tổng biên tập. Dưới đây là tên và thời gian giữ chức Tổng biên tập của một số người:
1. Nguyễn Đức Cảnh (1929-1932)
2. Nguyễn Văn Trân (1943)
3. Đỗ Trọng Giang (1949-1961)
4. Lê Vân (1961-1978)
5. Trần Nhật Dụ (1978-1985)
6. Xuân Cang (1985-1988)
7. Tống Văn Công (1988-1995)
8. Phạm Huy Hoàn (1995-2004)
9. Vương Văn Việt (2004 - 2012)
10. Trần Duy Phương (2012 - 2016)
11. Nguyễn Ngọc Hiển (2016 - nay)

## Ban biên tập hiện nay
- Tổng biên tập: Nguyễn Ngọc Hiển.
- Phó Tổng biên tập: Phan Thu Thủy, Nguyễn Đức Thành.

## Nội dung
Hiện nay, Báo có 2 hình thức xuất bản là ấn phẩm giấy và bản điện tử. Về nội dung, Báo luôn giữ vững quan điểm, đường lối của Đảng Cộng sản Việt Nam, của Tổng liên đoàn Lao động Việt Nam, cung cấp thông tin ở tất cả các lĩnh vực của đời sống: chính trị, kinh tế, thể thao, pháp luật... Đối tượng báo hướng đến những độc giả nằm trong độ tuổi lao động từ 18 đến 60 tuổi.
Về phát hành, đây là tờ báo duy nhất trong cả nước có trang địa phương miễn phí tặng độc giả. Với năng suất phát hành 6 kỳ/tuần, với số lượng 230.000 bản/kỳ, Báo Lao động là một trong những báo lớn nhất ở Việt Nam.

## Hoạt động xã hội
Báo cũng là đơn vị bảo trợ cho nhiều hoạt động xã hội như:
1. Quỹ Tấm lòng vàng Lao động
2. Văn phòng Lao động - Việc làm
3. Cuộc thi Trí tuệ Việt Nam [1]

## Khen thưởng
- Huân chương Độc Lập hạng Nhất (2 lần: 1999, 14.8.2014) [1]
- Huân chương Lao động hạng Nhất (1999)[4]
- Huân chương Lao động hạng Nhì (Quỹ Tấm lòng vàng, 2006)
- Huân chương Lao động hạng Ba (Quỹ Tấm lòng vàng, 2001)
- Huân chương Lao Động hạng ba (Tập thể Báo Lao Động 2019) [5]
- Huân chương Lao Động hạng ba cho hoạt động của Ban Công đoàn (2014)[4]
- Danh hiệu Anh hùng Lao động năm 2009[4]
- 4 Bằng khen của Chính phủ
- 16 Bằng khen của Tổng Liên đoàn Lao động Việt Nam
- 9 Bằng khen của Bộ Văn hoá Thông tin
- 10 Bằng khen của Hội Nhà báo Việt Nam
- 3 Bằng khen của Mặt trận Tổ quốc Việt Nam